# Cardiocondyla kagutsuchi
Cardiocondyla kagutsuchi é uma espécie de formiga do gênero Cardiocondyla, pertencente à subfamília Myrmicinae.